# مخطط قمعي الشكل

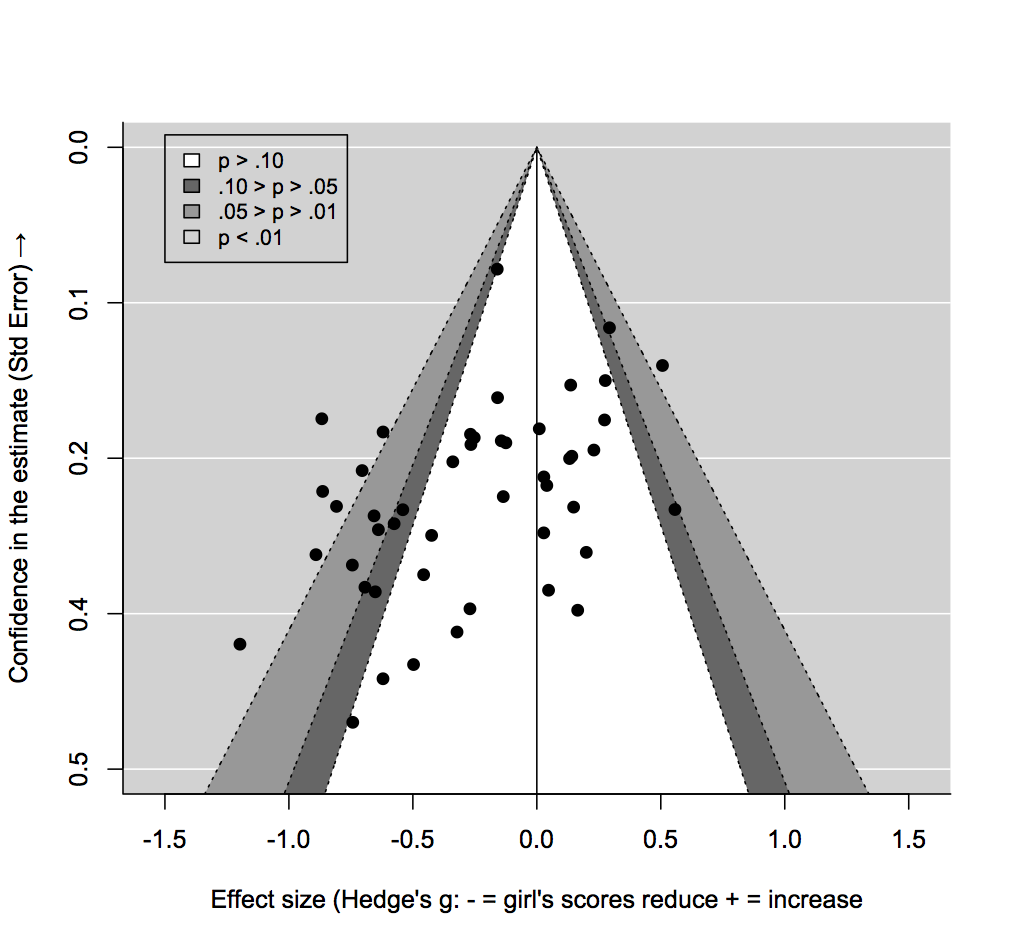
مثال عن مخطط قمعي الشكل

المخطط القمعي (Funnel Plot) هو أداة بصرية تستخدم في التحليلات التلوية(Meta-analysis) للتحقق من وجود تحيز النشر (Publication Bias). يعتمد المخطط القمعي على مبدأ بسيط، حيث يتم رسم تأثير العلاج أو النتائج (على المحور الأفقي) مقابل مقياس لحجم الدراسة أو دقتها (على المحور الرأسي). هذا ينتج عنه شكل يشبه القمع، حيث من المتوقع أن تتوزع الدراسات الكبيرة والدقيقة حول متوسط التأثير وتكون أقل تباينًا، بينما الدراسات الصغيرة قد تظهر تباينًا أكبر في التأثيرات قد يكون بسبب التحيز.

## الأهمية
- تحديد التحيز النشري: إذا كانت الدراسات المنشورة تميل إلى إظهار نتائج إيجابية فقط، فقد يؤدي ذلك إلى تقدير مبالغ فيه لفعالية العلاج. المخطط القمعي يمكن أن يساعد في تحديد هذا التحيز.[2]
- تقييم التجانس: يساعد المخطط في تحديد ما إذا كانت الاختلافات بين نتائج الدراسات المختلفة ناتجة عن التباين العشوائي أو إذا كانت هناك أسباب أخرى للتباين.
- فهم تأثير حجم الدراسة: الدراسات الكبيرة عادةً ما تكون أكثر دقة ولها وزن أكبر في تحليل التوافق.

## كيفية القراءة
- التوزيع المتماثل: إذا كان المخطط يظهر توزيعًا متماثلًا حول خط التأثير المتوسط، فهذا يشير إلى غياب تحيز النشر وتجانس الدراسات.
- التوزيع غير المتماثل: إذا كان المخطط يظهر توزيعًا غير متماثل، فقد يشير ذلك إلى وجود تحيز نشر أو عوامل أخرى تؤثر على النتائج.
- النقاط خارج القمع: الدراسات الواقعة خارج منطقة القمع قد تشير إلى وجود استثناءات أو نتائج غير عادية "Outliers" يجب فحصها بشكل أعمق.